# Draganodes
Draganodes là một chi bướm đêm thuộc họ Erebidae.